# Larimus argenteus
Larimus argenteus är en fiskart som först beskrevs av Gill, 1863.  Larimus argenteus ingår i släktet Larimus och familjen havsgösfiskar. IUCN kategoriserar arten globalt som livskraftig. Inga underarter finns listade i Catalogue of Life.